# Bhutaniella sikkimensis
Bhutaniella sikkimensis is een spinnensoort in de taxonomische indeling van de jachtkrabspinnen (Sparassidae).
Het dier behoort tot het geslacht Bhutaniella. De wetenschappelijke naam van de soort werd voor het eerst geldig gepubliceerd in 1931 door Frederick Henry Gravely.